# Caledonia (Nouvelle-Écosse)
Pour les articles homonymes, voir Caledonia (homonymie).
Caledonia est une localité de la Nouvelle-Écosse (Canada) située à Queens.

## Tourisme
Caledonia est situé à proximité du parc national de Kejimkujik et du parc provincial de Camerons Brook. Le village possède le North Queens Heritage House, un musée de l'histoire locale. Il est aussi l'hôte du Queens County Fair, qui est la plus vieille foire agricole de la Nouvelle-Écosse.